# Svenstrup Kirke (Aalborg Kommune)
 For alternative betydninger, se Svenstrup Kirke. (Se også artikler, som begynder med Svenstrup Kirke)
Svenstrup Kirke ligger i Svenstrup Sogn i Himmerland, i Aalborg Kommune; indtil Kommunalreformen i 1970 lå det i Hornum Herred (Ålborg Amt).
Kirken var i middelalderen viet til Sankt Morten. Apsis, kor og kirkeskib er opført i romansk tid af granitkvadre over skråkantsokkel. Den retkantede syddør er i brug, norddøren er tilmuret. Det romanske østvindue og et romansk vindue i korets nordmur er bevaret. Tårn og våbenhus er opført i sengotisk tid. Tårnets overdel blev stærkt ombygget i 1808. I våbenhuset står en gravsten over Niels Kaas og Johanne Marie Kragelund. Kirken blev istandsat i 1959-60. Ved kirken står en mindesten for Skipper Clement, der den 16. oktober 1534 sejrede over den lutheranske adelshær i nærheden af Svenstrup Kirke; Skipper Clement var leder af en folkelig opstand mod højadelen og støttede Christian 2. Stenen er rejst af borgere i Svenstrup i 1924.
Apsis har bevaret sit halvkuppelhvælv. I sengotisk tid har kor og skib fået indbygget hvælv. Den runde korbue er bevaret med skråkantsokkel og profilerede kragsten. Apsisens vindue har fået indsat et glasmaleri i 1960. Alterbordet står nu i blank mur men var tidligere dækket af et panel fra omkring 1600. På alteret står et nyt krucifiks, et tidligere krucifiks fra 1960 af Gunnar Hansen er nu ophængt ved prædikestolen. Prædikestolen er fra omkring 1575, marmoreringen er fra 1700-tallet. I 1980 afdækkede man kalkmalerier i kirken, de var i så dårlig stand, at man atter overkalkede dem, et enkelt fragment står dog fremme.
Den romanske døbefont af granit har ottekantet kumme med relieffer på siderne, her ses evangelistsymboler samt Livets træ, Korslam, en kvinde (Havfrue ?) og en Kentaur; foden er fra 1935.

## Eksterne kilder og henvisninger
- Wikimedia Commons har flere filer relateret til Svenstrup Kirke (Aalborg Kommune)
- Svenstrup Kirke på Nordenskirker.dk Arkiveret 17. februar 2011 hos  Wayback Machine
- Svenstrup Kirke på KortTilKirken.dk